# Парсіппені-Трой-Гіллс (Нью-Джерсі)
Парсіппені-Трой-Гіллс (англ. Parsippany-Troy Hills) — селище (англ. village) в США, в окрузі Морріс штату Нью-Джерсі. Населення — 56 162 особи (2020).

### Клімат
| Клімат : Парсіппені-Трой-Гіллс | Клімат : Парсіппені-Трой-Гіллс | Клімат : Парсіппені-Трой-Гіллс | Клімат : Парсіппені-Трой-Гіллс | Клімат : Парсіппені-Трой-Гіллс | Клімат : Парсіппені-Трой-Гіллс | Клімат : Парсіппені-Трой-Гіллс | Клімат : Парсіппені-Трой-Гіллс | Клімат : Парсіппені-Трой-Гіллс | Клімат : Парсіппені-Трой-Гіллс | Клімат : Парсіппені-Трой-Гіллс | Клімат : Парсіппені-Трой-Гіллс | Клімат : Парсіппені-Трой-Гіллс | Клімат : Парсіппені-Трой-Гіллс |
| Показник                       | Січ.                           | Лют.                           | Бер.                           | Квіт.                          | Трав.                          | Черв.                          | Лип.                           | Серп.                          | Вер.                           | Жовт.                          | Лист.                          | Груд.                          | Рік                            |
| Абсолютний максимум, °C        | 22,8                           | 24,4                           | 31,7                           | 35,6                           | 36,1                           | 38,9                           | 39,4                           | 40,0                           | 37,2                           | 33,9                           | 28,9                           | 24,4                           | 40,0                           |
| Середній максимум, °C          | 3,9                            | 5,6                            | 10,6                           | 16,7                           | 22,8                           | 27,8                           | 30,0                           | 29,4                           | 25,6                           | 18,9                           | 12,8                           | 6,7                            | 17,6                           |
| Середній мінімум, °C           | −7,8                           | −6,7                           | −2,2                           | 3,3                            | 8,3                            | 13,9                           | 17,2                           | 16,1                           | 11,7                           | 4,4                            | 0,0                            | −4,4                           | 4,5                            |
| Абсолютний мінімум, °C         | −31,7                          | −32,2                          | −21,1                          | −11,1                          | −3,9                           | −0,6                           | 5,0                            | 1,7                            | −3,3                           | −10,6                          | −20,6                          | −26,7                          | −32,2                          |
| Норма опадів, мм               | 90                             | 74                             | 107                            | 109                            | 111                            | 119                            | 120                            | 112                            | 124                            | 118                            | 103                            | 105                            | 1292                           |
| ------------------------------ | ------------------------------ | ------------------------------ | ------------------------------ | ------------------------------ | ------------------------------ | ------------------------------ | ------------------------------ | ------------------------------ | ------------------------------ | ------------------------------ | ------------------------------ | ------------------------------ | ------------------------------ |
| Джерело: The Weather Channel   |                                |                                |                                |                                |                                |                                |                                |                                |                                |                                |                                |                                |                                |

## Демографія
Згідно з переписом 2010 року, у селищі мешкало 53 238 осіб у 20 279 домогосподарствах у складі 14 090 родин. Було 21274 помешкання
Расовий склад населення:
| - 62,4 % — білих - 29,1 % — азіатів - 3,5 % — чорних або афроамериканців - 0,2 % — корінних американців - 2,0 % — осіб інших рас |

До двох чи більше рас належало 2,8 %. Частка іспаномовних становила 8,3 % від усіх жителів.
За віковим діапазоном населення розподілялося таким чином: 20,8 % — особи молодші 18 років, 65,5 % — особи у віці 18—64 років, 13,7 % — особи у віці 65 років та старші. Медіана віку мешканця становила 40,5 року. На 100 осіб жіночої статі у селищі припадало 97,1 чоловіків; на 100 жінок у віці від 18 років та старших — 95,7 чоловіків також старших 18 років.
Середній дохід на одне домашнє господарство становив 109 357 доларів США (медіана — 89 385), а середній дохід на одну сім'ю — 127 190 доларів (медіана — 105 148). Медіана доходів становила 72 405 доларів для чоловіків та 55 842 долари для жінок. За межею бідності перебувало 4,9 % осіб, у тому числі 4,8 % дітей у віці до 18 років та 5,8 % осіб у віці 65 років та старших.
Цивільне працевлаштоване населення становило 27 952 особи. Основні галузі зайнятості: освіта, охорона здоров'я та соціальна допомога — 19,8 %, науковці, спеціалісти, менеджери — 18,1 %, виробництво — 12,5 %, роздрібна торгівля — 11,0 %.

## Відомі особистості
- Гайвас Ярослав (1912—2004) — член крайової екзекутиви ОУН.